# Telaga Warna
Telaga Warna is een vulkanisch meertje, gelegen bij de Puncak pas op het Indonesische eiland Java tussen Bogor en Bandung.
Het meer speelt een grote rol in de debuutroman Oeroeg van Hella Haasse.

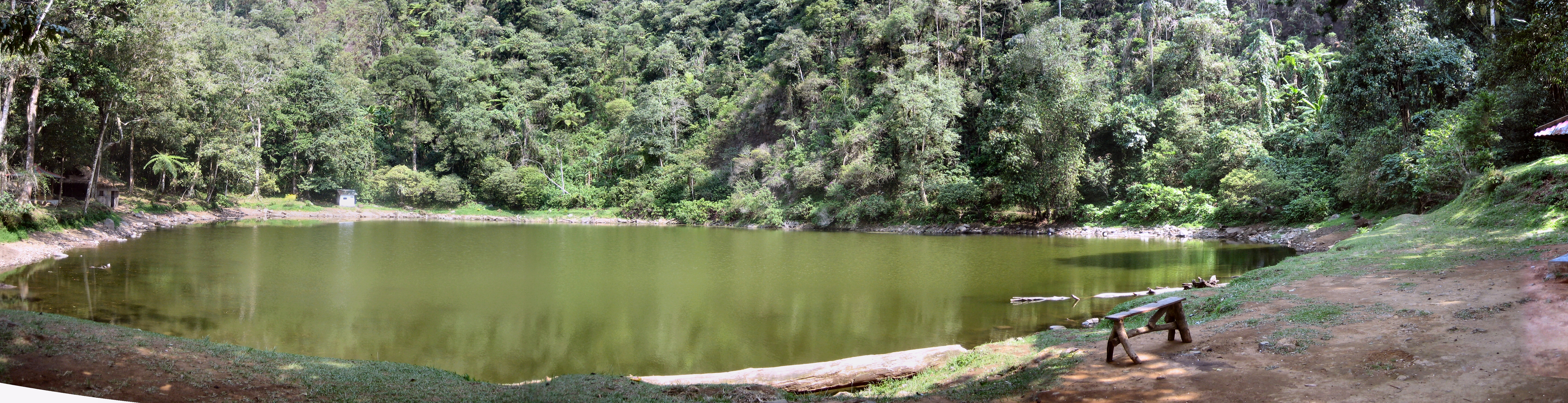
Telaga Warna Meer